# Rapax Team
Rapax Racing, voorheen bekend als Minardi Piquet Sports of Minardi by Piquet Sports, Piquet Sports en Piquet GP, is een Braziliaans-Italiaans GP2 team. Het team ontstond in 2009, na een samengang van GP Racing en Piquet Sports. De naamsverandering kwam laat, beide teams fuseerden reeds in 2007. De naam Rapax is een verwijzing naar het 21ste legioen van het Romeinse leger.
Het team begon als HiTech Piquet Sports in 2005, het werd opgericht door Nelson Piquet sr. en Gian Carlo Minardi. Voor het seizoen 2005 in de GP2 hadden ze Nelson Piquet jr. en Xandi Negrao, het werd een gematigd succes ze werden zesde. 2006 was al een beter seizoen, Nelson Piquet jr. werd vice-kampioen en werd gekocht door het Renault F1 team om als testrijder te fungeren. Voor het seizoen van 2007 moesten ze nieuwe coureurs contracteren: Alexandre Negrao en Roldan Rodriguez. Rodriguez werd één keer derde en eindigde als zeventiende in de eindstand. Negrao werd één keer tweede en eindigde als twintigste in de eindstand.
Rapax, dat acht jaar heeft deelgenomen aan het GP2 kampioenschap, stapte in 2018 uit het kampioenschap.